# جون دافي
جون دافي (1 يوليو 1974 - ) (بالإنجليزية: John Davy)‏ هو لاعب كريكت أيرلندي. شارك مع منتخب أيرلندا للكريكت.